# Tachina tenebrifera
Tachina tenebrifera är en tvåvingeart som först beskrevs av Walker 1853.  Tachina tenebrifera ingår i släktet Tachina och familjen parasitflugor. Inga underarter finns listade i Catalogue of Life.